# José Javier Alfaro Calvo
José Javier Alfaro Calvo (Cortes, Navarra, 5 de noviembre de 1947) es un escritor e ilustrador español.

## Biografía
Nace en Cortes en 1947. Realiza los estudios completos de Filosofía Eclesiástica, Magisterio y Filología Española, e inició también estudios de Doctorado, durante muchos años jugaba con el aro.
Vive desde 1974 en Tudela (Navarra), donde durante años ha trabajado como maestro especialista en Matemáticas en el Colegio Público Griseras. En este centro desempeñó el cargo de director entre los años1978 y 1982. Tras completar sus estudios de Filología Española, pasó a Enseñanza Secundaria, como profesor de Lengua y Literatura en el Instituto de Enseñanza Secundaria Benjamín de Tudela. Se jubiló en 2009.
Actualmente continúa con la creación literaria, poética y artística, la colaboración con centros escolares para la difusión de la poesía y creación literaria, en el consejo de redacción de Traslapuente, y publicando en diversas revistas y diarios.

## Trayectoria
El primer poemario en el que participa es Cuatro poetas tudelanos, con Arribas, Bordonaba y Ros, en 1985. A partir de entonces, continúa publicando en diversas editoriales obras tanto para público infantil como para todos los públicos, narrativa y poesía (siguiendo las formas clásicas, verso libre, obras lúdicas, nanas...).
Se dedica a la literatura, pero también a la pintura y a la escritura de guiones multimedia para Educación. Como escritor colabora habitualmente en diarios, revistas y semanarios, entre ellos el suplemento Artes y Letras de El Norte de Castilla. Fue miembro fundador de la revista literaria Traslapuente, a cuyo consejo de redacción pertenece. Dirige y participa en talleres de escritura creativa.Su vocación educativa y literaria resulta evidente en sus asiduas colaboraciones sobre Didáctica de la Poesía en centros escolares.
Ha publicado numerosos poemarios y ha recibido numerosos y destacados premios literarios.

## Obras
- Cuatro poetas tudelanos (1985, con Arribas, Bordonaba y Ros).

- Memoria del olvido (Medialuna Ediciones, 1991).
- Sonetos a cuatro voces (1994, con Bordonaba, Buñuel y Colino).
- Magiapalabra (Hiperión, Colección Ajonjolí, con ilustraciones del autor, 1995).
- Asfalto y piel (Premio a la Creación del Gobierno de Navarra, 1999).
- Poemímame (Hiperión, Colección Ajonjolí, con ilustraciones del autor, 2001).
- Navarra de la A a la Z (Everest, 2007).
- Maneras de quitar el polvo (KRK Ediciones, Premio Ateneo Jovellanos de Gijón, 2011).
- Nanas para dormir animales (Ed. Olifante infantil, 2012).
- Arena y nube (Hiperión, Colección Ajonjolí, con ilustraciones del autor, 2013).
- De miel y de hiel (Ed. Traslapuente, 2013, con Juan Colino).
- Las lunas de Mazeh (Ed. te pongo en 4, 2016).

## Premios y reconocimientos

### Premios destacados en poesía
- Primer premio del "Villa de Aoiz" 1986 y 1999.
- Premio "Martínez Baigorri" de Lodosa 1987.
- Premio "Castel Ruiz" de Tudela 1986.
- Premio "Callosa de Segura" (Alicante) 1989.
- Universidad Popular de Puertollano 1990.
- Poesía del mar (Madrid) 1998.
- Ciudad de Ponferrada 1998.
- Ayuntamiento de Reinosa 2000.
- Premio de poesía Fray Luis de León en 2005.
- Premio Zahorí de Plata en 2010.
- Premio Internacional de Poesía Ateneo Jovellanos de Gijón 2010.
- Certamen Literario de Laguna de Duero 2015.[6]
- Certamen literario “De la Viña y el Vino” que organiza la Cofradía del Vino de Navarra en 2017.

### Premios en Narrativa
- Premios en el certamen "Navarra" de cuentos, del Ayuntamiento de Tudela 1995.
- Premio de cuentos del Instituto "Ximénez de Rada" 1996.
- Premio "Villa de Cadreita" de cuentos 2001.
- Premio "Ana de Velasco" de Marcilla 2001.
- Premio "La Felguera" 2006.
- Premio de cuentos Fundación Fernández Lema de Luarca en 2008.